# Журавський Юрій Йосипович
Журавський Юрій (Юліан) Йосипович (24 жовтня 1937, с. Буртин Кам'янець-Подільської обл. — 21 серпня 1991, Харків) — історик, історіограф, кандидат історичних наук (1971), професор, викладав у Харківському державному університеті (1967—1991).

## Біографія

### Освітня та наукова діяльність
В 1956–1959 роках служив у Радянській Армії. В 1959 році — директор Будинку культури заводу «Электротяжмаш» (Харків). У 1955 році закінчив Харківський технікум культпроствітпрацівників. У 1965 році закінчив історичний факультет ХДУ і працював старшим інспектором навчальної частини. В 1966–1971 роках — начальник навчальної частини ХДУ. Навчався в заочній аспірантурі при кафедрі історіографії, допоміжних історичних дисциплін та методики історії (1966–1970). З 1967 року — викладач з погодинною оплатою, з 1971 року — старший викладач. Доцент кафедри (затверджений у званні в 1975 році). В 1984–1991 роках — завідувач кафедри історіографії, джерелознавства та археології.
В 1991 році Вченою радою ХДУ надано звання професора. В 1971 році захистив кандидатську дисертацію «В. И. Ленин — вождь Великого Октября в советской историографии 1917–1927 годов» (ХДУ, науковий керівник — проф. В. І. Астахов). В 1973–1991 роках декан історичного факультету. Викладав загальні курси історіографії історії СРСР та історії СРСР, спецкурси.
Опублікував понад 100 наукових та науково-популярних праць. Під його науковим керівництвом захищені 2 кандидатські дисертації.
Був відповідальним редактором «Вестника Харьковского университета» (серія «Історія»), членом спеціалізованої ради факультету, головою Вченої ради історичного факультету в 1987–1991 роках. Очолював Харківську регіональну секцію Комісії АН УРСР з історіографії та джерелозавства, був членом науково-технічної Ради з історичної освіти Мінвузу України.

### Смерть
Помер 2 серпня 1991 року та похований на 13-му міському кладовищі в Харкові.

## Основні праці
- Харьковский государственный университет. 1805–1980. Исторический очерк (Х., 1980, в соавторстве).
- Бесценные сокровища народа (К., 1984, в соавторстве).
- Харьковский университет в годы Великой Отечественной войны (Х., 1989, в соавторстве. 2-е издание — 2010.).